# 사무라이개미
사무라이개미(학명: Polyergus samurai)는 불개미아과에 속하는 개미 종이다. 몸길이는 여왕 10mm, 일개미를 기준으로 7mm 정도이다. 결혼 비행은 7월경이다.
곰개미 등의 개미에 기생하며 영구적으로 노예를 부리는 영구기생성 개미이다. 신여왕은 숙주 개미의 콜로니 내부에 잠입해서 페로몬 복제를 하고 여왕을 죽인다. 사무라이개미 여왕이 산란하는 알은 모두 숙주가 보살펴서 부화시킨다. 영구기생성 개미여서 사무라이개미끼리는 아무것도 할 수 없다. 그래서 숙주를 계속 충당하기 위하여 다른 숙주 군체를 찾아서 종령 애벌레나 고치를 약탈한다(대부분 고치를 약탈한다). 약탈해온 숙주의 고치를 우화시키고 노예로 삼는다. 이때 부화된 일개미 숙주를 노예개미라고 한다.
노예 사냥은 보통 여름 4시경을 전후하여 진행된다. 약 300~500마리의 사무라이개미가 편대를 형성하여 매우 조직적으로 노예 사냥을 행한다. 선발대는 재빠르게 입구로 침투하여 경비대와 방어군을 죽이고 침투로를 확보한다. 그 후 사무라이개미들이 한마리씩 일사분란하게 콜로니 내부로 진입하여 한 마리당 종령 애벌레나 고치 하나씩을 턱으로 물고 다시 편대를 형성하여 재빠르게 자신들의 콜로니로 복귀한다. 이 일은 굉장히 빠르게 진행되며 침투하고 복귀하는 편대의 이동이 굉장히 빨라 땅에 큰 그림자가 뱀처럼 움직이는 것처럼 보인다고 한다. 사무라이개미는 노예 사냥에 탁월하게 진화되었다. 턱이 갈고리처럼 진화되어서 고치를 수월하게 집고 떨어뜨리지 않은 채로 빨리 이동할 수 있도록 되었다. 운반하는 데에는 탁월하지만 먹이를 부수는 등의 작업은 거의 불가능하다.
노예개미인 숙주에 의하여 군체의 모든 살림이 돌아가는데 사무라이개미의 알과 유충, 고치를 보살피는 것 또한 숙주의 일이고 성충에게 먹이교환을 하는 것도 숙주의 일이다. 또 먹이를 구해오거나 경비, 전투 등의 일도 모두 숙주가 맡는다. 사무라이개미의 콜로니는 콜로니 입구에서 숙주인 곰개미나 숲곰개미가 경비를 서고 먹이활동을 하기 때문에 발견하기가 어렵다. 이처럼 사무라이개미는 독특한 특징을 가지고 있다. 또 영구기생이라는 특징으로 사육도 거의 불가능한 것으로 알려져 있다.

## 같이 보기
- 노예사냥개미

## 참고 자료
- 중앙일보-[과학으로 보는 세상 노예를 부리는 개미]
- 사이언스타임즈-노예사육개미는 강한 집단을 노예로 삼는다